# Контіненталс (Торонто)
«Контіненталс» (Торонто) (англ. FC Continentals) — канадський футбольний клуб з міста Торонто, заснований 2008 року. Від заснування впродовж 9 років перебував в аматорському статусі. Велика частина команди складалася з українських футболістів. З 2017 року клуб буде представлений у Канадській футбольній лізі (англ. Canadian Soccer League, CSL).
Командними кольорами є: червоний, білий і синій. «Червоно-білий» — колір Канади, а «червоно-синій» — колір Торонто.

## Історія
Клуб було засновано під назвою ФК «Воркута» в 2008 році вихідцями з Радянського Союзу. Починали ентузіасти з низів футбольній ієрархії країни кленового листа. І ось вже цієї весни команда розпочне сезон у найвищому дивізіоні чемпіонату північноамериканської країни — Канадській лізі соккеру.
В команді, що базується в Торонто, спочатку були зібрані російськомовні футболісти, проте з часом членами команди стали й гравці інших національностей, зокрема, й українці.
У січні 2017 року на засіданні клубів-членів Канадська футбольна ліга рекомендувала прийняти ФК «Воркуту» до своїх лав — команда вийшла на професійний рівень. Для вирішення завдань на більш високому рівні представники клубу вирішили запросили українського фахівця Олега Луткова, проте Олег 
вирішив залишитись на батьківщині.

Логотип клубу «Воркута» до 2022 року.

У 2022 році клуб змінив назву на «Контіненталс»

### Сезони
| Рік  | Ліга                                  |
| ---- | ------------------------------------- |
| 2008 | Downtown Polson Pier soccer league    |
| 2009 | Thornhill Soccer Club league          |
| 2010 | Downsview Hangar indoor soccer league |
| 2011 | Downsview Hangar indoor soccer league |
| 2012 | Downsview Hangar indoor soccer league |
| 2013 | Downsview Hangar indoor soccer league |
| 2014 | Downsview Hangar indoor soccer league |

## Дербі в КФЛ
З появою ФК «Воркута» у Канадській футбольній лізі з'явилася можливість спостерігати за «українським» протистоянням з командами «Торонто Атомік» та «Юкрейн Юнайтед», які складаються з великої кількості українських футболістів.

## Склад команди
Станом на сезон 2017 року за даними сайту footballfacts.ru [Архівовано 27 березня 2017 у Wayback Machine.]
| Позиція | Гравець            | Колишній клуб              |
| ------- | ------------------ | -------------------------- |
| ВР      | Олександр Мусієнко | ФК «Полтава»               |
| ВР      | Руслан Зарубін     | «Геліос» (Харків)          |
| ВР      | Сергій Семено      | «Мир» (Горностаївка)       |
| ЗХ      | Любомир Гальчук    | «Юкрейн Юнайтед» (Торонто) |
| ЗХ      | Олександр Волчков  | «Інгулець» (Петрове)       |
| ЗХ      | Данило Лазар       | «Верес» (Рівне)            |
| ПЗ      | Ярослав Сворак     | «Нива» (Тернопіль)         |
| ПЗ      | Віталій Дністрян   | «Верес» (Рівне)            |
| ПЗ      | Олег Шутов         | «Юкрейн Юнайтед» (Торонто) |
| ПЗ      | Богдан Кобець      | «Десна» (Чернігів)         |
| ПЗ      | Ярослав Солонинко  | ФК «Тернопіль»             |
| ПЗ      | Валерій Гайдаржі   | ФК «Бершадь»               |
| ПЗ      | Вадим Гостєв       | «Юкрейн Юнайтед» (Торонто) |
| ПЗ      | Максим Грамм       | «Тернопіль»                |
| ПЗ      | Дімітрі Пачкорія   | «Одіші 1919» (Зугдіді)     |
| ПЗ      | Віталій Рудий      | «Міссе/Овікен»             |
| НП      | Олександр Лакуста  | МФК «Миколаїв»             |
| НП      | Сергій Івлєв       | «Юкрейн Юнайтед» (Торонто) |
| НП      | Віктор Расков      | «Жемчужина» (Одеса)        |